# Station Creil
Station Creil is een spoorwegstation aan de spoorlijn Paris-Nord - Lille. Het ligt in de Franse gemeente Creil in het departement Oise (Hauts-de-France).

## Geschiedenis
Het station is op 20 juni 1846 geopend.

## Ligging
Het station ligt op kilometerpunt 50,253 van de spoorlijn Paris-Nord - Lille. Ook is het het beginpunt van de spoorlijnen Creil - Jeumont en Creil - Beauvais en is het het eindpunt van de spoorlijn Pierrelaye - Creil.

## Treindienst
| Serie   | Treinsoort        | Route | Bijzonderheden |
| ------- | ----------------- | --- | -------------- |
| C 10    | TER (SNCF)        | Paris-Nord – Creil – Longueau – Amiens |                |
| C 11    | TER (SNCF)        | Paris-Nord – Creil – Saint-Just-en-Chaussée |                |
| C 13    | TER (SNCF)        | Paris-Nord – Creil – Compiègne |                |
| P 10    | TER (SNCF)        | Creil – Saint-Just-en-Chaussée – Longueau – Amiens |                |
| RER D   | RER (SNCF)        | Creil – Paris-Nord – Paris-Lyon – Villeneuve-Saint-Georges – [ Melun ] / [ Juvisy – [ Évry-Val-de-Seine – Corbeil-Essonnes ] / [ Évry - Courcouronnes Centre – Corbeil-Essonnes – [ Melun ] / [ Malesherbes ] ] ]                 |                |
| Trans H | Transilien (SNCF) | [ Paris-Nord – Épinay - Villetaneuse – [ Montsoult - Maffliers – [ Luzarches ] / [ Persan - Beaumont ] ] / [ Ermont - Eaubonne – [ Pontoise ] / [ Persan - Beaumont ] ] ] / [ Pontoise – Valmondois – Persan - Beaumont – Creil ] |                |

Het station is een belangrijk spoorwegknooppunt, en wordt aangedaan door verschillende treinen:
- Intercités Paris-Nord - Boulogne
- Intercités Paris-Nord - Saint-Quentin
- Intercités Paris-Nord - Amiens
- TER Picardie Paris-Nord - Busigny
- TER Picardie Paris-Nord - Beauvais
- TER Picardie Paris-Nord - Amiens
- RER D tussen dit station en Melun via Combs-la-Ville
- Transilien lijn H tussen dit station en Pontoise
- Ouigo tussen  Brussel en Parijs

## Vorige en volgende stations
| Richting    | Vorig station | Lijn    | Volgend station      | Richting                      |
| ----------- | ------------- | ------- | -------------------- | ----------------------------- |
| Eindpunt D3 | Eindpunt      | RER D   | Chantilly - Gouvieux | Melun D2 (via Combs-la-Ville) |
| Eindpunt    | Eindpunt      | Trans H | Saint-Leu-d'Esserent | Pontoise                      |